# Christian Friedrich Henrici
Christian Friedrich Henrici (pseudonymen "Picander"), född 14 januari 1700 i Stolpen, öster om Dresden, död 10 maj 1764 i Leipzig var författare till många av de texter Johann Sebastian Bach använde sig av, bland annat i Matteuspassionen och Bondekantaten.
Asteroiden 12540 Picander är uppkallad efter honom.

### Fotnoter
1. ↑  arkiv Storico Ricordi, Archivio Storico Ricordi person-ID: 12636.[källa från Wikidata]
2. ↑  Gemeinsame Normdatei, läst: 24 juni 2015.[källa från Wikidata]
3. 1 2  hämtat från: franskspråkiga Wikipedia.[källa från Wikidata]
4. ↑  CONOR.Sl, CONOR.SI-ID: 123118947.[källa från Wikidata]
5. ↑  Camilla Lundberg (17 april 2014). ”Påskens passion börjar med Bach” (på svenska). Dagens nyheter. http://www.dn.se/arkiv/kultur/paskens-passion-borjar-med-bach/. Läst 23 september 2017.
6. ↑  Per Fält (30 april 2009). ”Nu grönskar det” (på svenska). Hallands nyheter. http://www.hn.se/nyheter/falkenberg/nu-gr%C3%B6nskar-det-1.3401783. Läst 23 september 2017.
7. ↑  ”Minor Planet Center 12540 Picander” (på engelska). Minor Planet Center. https://www.minorplanetcenter.net/db_search/show_object?object_id=12540. Läst 25 december 2022.